# Fleurac (Dordogna)
Fleurac è un comune francese di 303 abitanti situato nel dipartimento della Dordogna nella regione della Nuova Aquitania.

## Società

### Evoluzione demografica
Abitanti censiti